# The Bard's Tale IV: Barrows Deep
The Bard's Tale IV: Barrows Deep je videohra žánru RPG/dungeon vytvořená a vydaná americkou společností inXile Entertainment v roce 2018. Navazuje na známou videoherní triogii z 80. let 20. století.

## Popis
Hra nabízí čtyři povolání – barda, bojovníka, zloděje, magického adepta; a čtyři rasy – člověka, skřeta, trpaslíka a elfa. Každý z nich může volit mezi 4 až 6 unikátními třídami a až 70 skilly. Hráč začíná osamocen s jednou postavou, záhy může naverbovat až pět dalších členů. Zároveň lze vyvolat na pomoc jednu nebo dvě nestvůry. Souboje se odehrávají na tahy, hráč taktizuje na ploše o velikosti 2x4 políček.
Ukládání pozic ve hře (save) probíhá u speciálních monolitů, které slouží i k uzdravení. Pokud monolit není využit pro uložení pozice, poslouží ke zvýšení zkušeností.